# Río Campanario
El río Campanario es un curso natural de agua que nace en el volcán homónimo, en el límite internacional de la Región del Maule, y fluye con dirección general poniente hasta desembocar en el río Maule.

## Trayecto
El río Campanario nace en el volcán homónimo, en el límite internacional de la Región del Maule, una vez iniciado su recorrido, recibe afluentes como el río Baños, y más al oeste recibe las aguas del río Blanco y desemboca en el río Maule

## Historia
Luis Risopatrón escribió en 1924 en su obra Diccionario Jeográfico de Chile sobre el río:: 195 
Campanario (Rio del) 35° 56' 70° 30’. Nace en las faldas W del cerro del mismo nombre, corre hacia el W en un cajón abundante en pastos, baña el fundo de la misma denominación i se vacia en la márjen E del curso superior del rio Maule, a corta distancia al NW de la desembocadura de los cajones de Bobadilla; en su márjen derecha se hallan los baños termales de aquel mismo nombre. 66, p. 241; 68, p. 50; 120, p. 53, 225 i 229; 134; i 156; i estero en 63, p. 332.
En sus orígenes se encuentran las termas:
Campanario (Baños termales del) 35° 56' 70° 33'. Tiene aguas mui ricas en cloruro de sodio, con bastante fierro, suavemente alcalino-carbonatadas, de un gusto salino mui parecido al del agua de Janos o de Apenta, que revientan con 51 a 54° C de temperatura, en la márjen N del rio de aquel nombre, del del Maule; son visitados ya en el verano, no obstante la distancia i las molestias del viaje, desde la ciudad de Talca. 2, 27, p. 376; del Campanario o de Los Volcanes en 63, p. 332; termas Baños del Campanario en 68, p. 36; agua de los Volcanes en 85; p. 103; i termas Baños de los Volcanes en 68, p. 36.

## Población, economía y ecología
En su recorrido se encuentra los Baños Termales del Campanario